# Château de Corcelles (Trévoux)
Pour les articles homonymes, voir Château de Corcelles.
Le château de Corcelles est un château situé à Trévoux, en France.

## Présentation
Le château est situé dans le département français de l'Ain, sur la commune de Trévoux. Le château fait l'objet d'une reconstruction vers 1840. L'édifice est inscrit au titre des monuments historiques en 1996.